# Condado de Abbeville
El condado de Abbeville (en inglés: Abbeville County, South Carolina), fundado en 1785, es uno de los 46 condados del estado estadounidense de Carolina del Sur. En el censo de los Estados Unidos de 2020 tenía una población de 24 295 habitantes y en lo de 2010 una densidad poblacional de 51,8 hab/milla² (20.0 hab/km²). La sede del condado es Abbeville.

## Geografía
Según la Oficina del Censo, el condado tiene un área total de 1323 km² (510,8 mi²), de la cual 1316 km² (508,1 mi²) es tierra y 8 km² (3,1 mi²) es agua.

### Condados adyacentes
- Condado de Greenville norte
- Condado de Anderson norte
- Condado de Laurens noreste
- Condado de Greenwood este
- Condado de McCormick sureste
- Condado de Elbert oeste

## Demografía
En el 2000 la renta per cápita promedia del condado era de $32 635, y el ingreso promedio para una familia era de $38 847. El ingreso per cápita para el condado era de $15 370. En 2000 los hombres tenían un ingreso per cápita de $30 542 contra $21 045 para las mujeres. Alrededor del 13,70% de la población estaba bajo el umbral de pobreza nacional.

## Lugares

### Ciudades y pueblos
- Abbeville
- Calhoun Falls
- Donalds
- Due West
- Honea Path
- Lowndesville
- Ware Shoals

### Comunidades no incorporadas
- Antreville
- Lake Secession

### Principales carreteras
| - Carretera de Carolina del Sur 20 - Carretera de Carolina del Sur 28 - Carretera de Carolina del Sur 72 - US 178 - Carretera de Carolina del Sur 81 - Carretera de Carolina del Sur 184 - Carretera de Carolina del Sur 185 - Carretera de Carolina del Sur 284 |